# Berend Peter

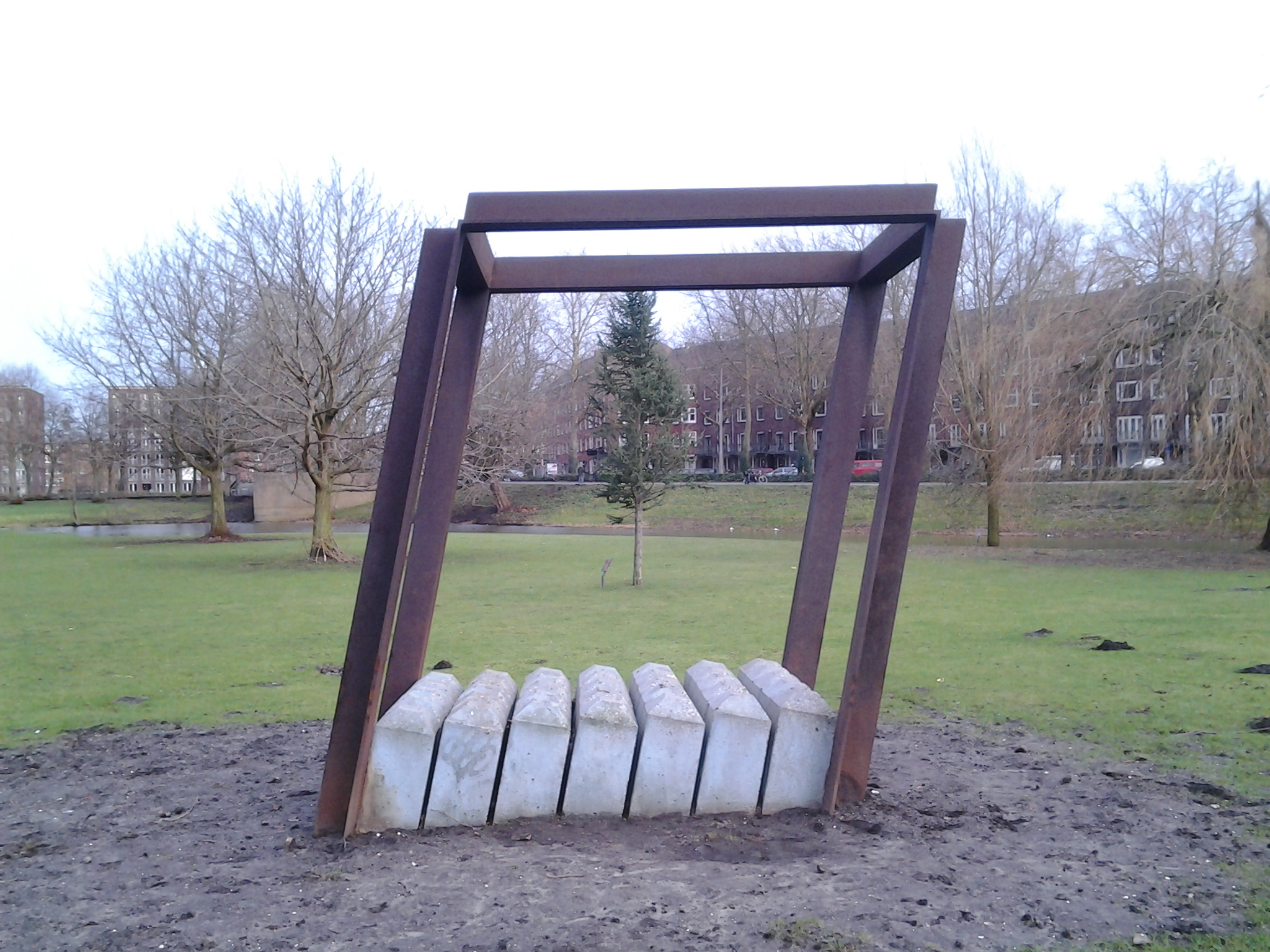
Monument voor een verzonken stad, in Erasmuspark, Amsterdam (2014)

Berend Peter Hogen Esch (Bentveld, 19 augustus 1945 – Veen, 29 januari 2022) was een Nederlands beeldend kunstenaar die actief was als beeldhouwer, meubelontwerper, docent en sieraadontwerper.

## Biografie
Berend Peter werd opgeleid aan het Instituut voor Kunstnijverheidsonderwijs te Amsterdam van 1963 tot 1968. Hij was medeoprichter van de Bond van Oproerige Edelsmeden (BOE) in 1974 samen met Karel Niehorster, Françoise van den Bosch, zijn partner Marion Herbst en Onno Boekhoudt. De bond werd gestart naar aanleiding van de veranderingen die in de jaren ervoor hadden plaatsgevonden in de sieradenwereld. BOE exposeerde onder meer in Londen en maakte de BOE-doos in een oplage van 100. In de doos van hout vervaardigd door Berend Peter had elk van de sieraadontwerpers een vierkant vak waarin zij hun visie op hun beroep vastlegden door middel van tekst en attributen.
Naast beeldhouwwerken vervaardigde Berend Peter ook meubilair. In 1993 het krukje NYes, waar hij er vijftig van maakte en ontwierp hij ter gelegenheid van het twintigjarig bestaan van Galerie Ra in 1996 een kast om sieraden of andere kleinoden in op te bergen.
Van 1970 tot 1995 doceerde Berend Peter aan de Gerrit Rietveld Academie te Amsterdam.

## Beelden
Beelden van Berend Peter in de openbare ruimte:
- Monument voor een verzonken stad, 1981, Amsterdam-West,
- Dwazen denken te beschermen, 1982, Amsterdam-Oost.

## Tentoonstellingen
- 1974 - Revolt in Jewellery by Five Dutch Artists, Electrum Gallery, Londen.
- 1996 - Twintig jaar Galerie Ra, Galerie Ra, Amsterdam.
- 2000 - Jewels of Mind and Mentality, Kruithuis, Den Bosch.